# Ferdinand Cheval
Ferdinand Cheval (19. april 1836 – 19. august 1924) var et postbud i Frankrig, som brugte 33 år af sit liv på at bygge et slot – Palais idéal. Slottet ligger syd for Lyon i den lille by Hauterives og besøges årligt af over 100.000 turister.
Ferdinand Cheval snublede en dag i 1879 over en kalksten, som han tog med sig og lod blive grundstenen i det usædvanlige livsværk. Besat af ønsket om at bygge et slot efter sit eget hoved, samlede han hver eneste egnede kalksten på sin 32 km lange postrute. Stenene lagde han i bunker langs ruten, for at hente dem hjem på sin trillebør efter fyraften.
Efterhånden som det enestående bygningsværk begyndte at tage form med et kaotisk virvar af stilretninger, rystede de lokale beboere på hovedet hans vanvid. Selv om Cheval blev pensioneret som postbud i 1896, fortsatte han med at bygge på sit slot indtil 1912.
I 1969 blev slottet fredet som et "unikt eksempel på naivistisk arkitektur".